# Dacron

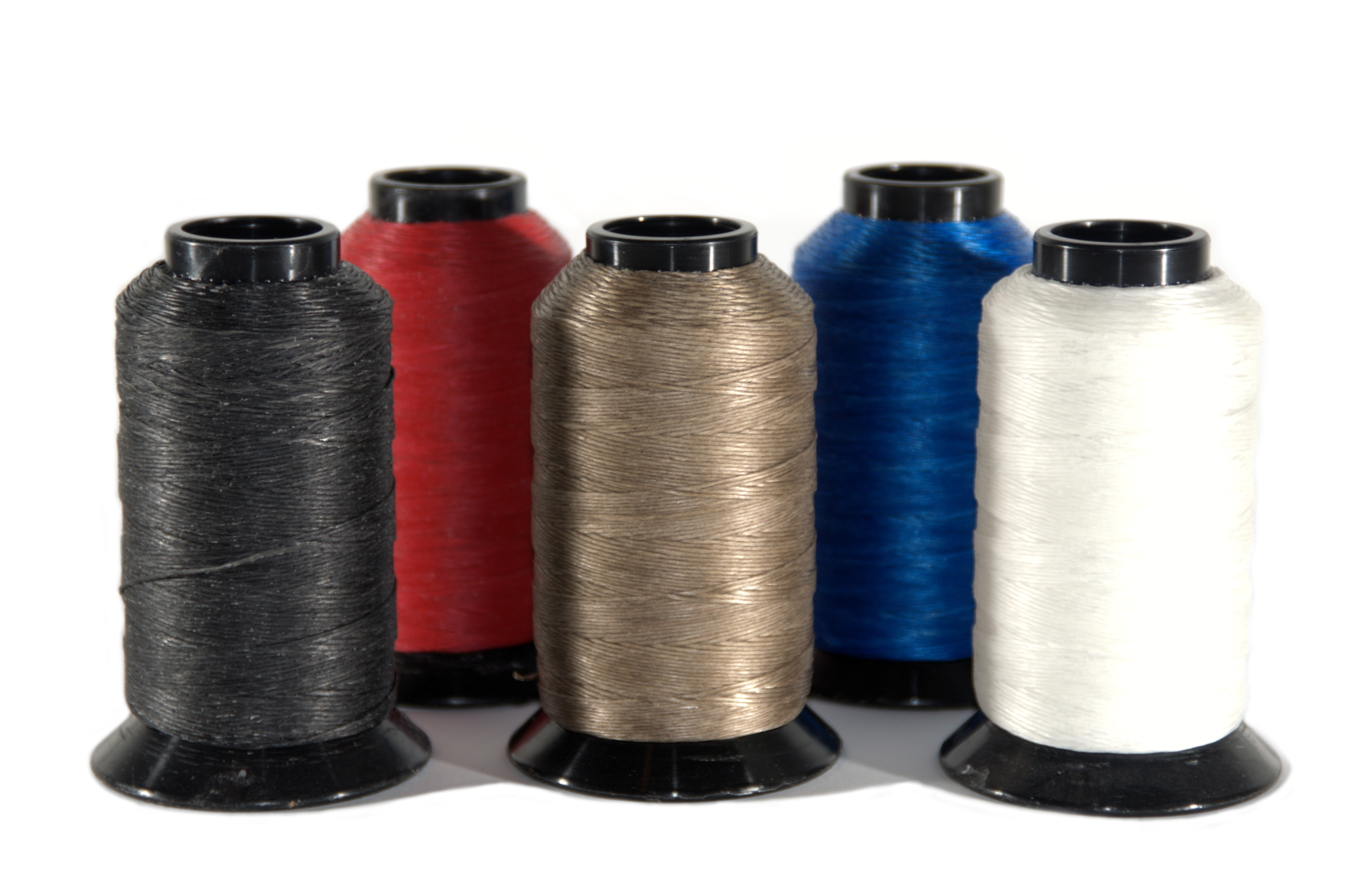
Dakronová příze na tětivy do luků

Dacron (česky také dakron) je obchodní značka polyesterového vlákna původně vyráběného americkou firmou DuPont. První výrobní zařízení bylo uvedeno do provozu v roce 1953, od roku 2004 převzala výrobní licenci na Dacron firma Invista.

Výrobce dodává Dacron ve formě filamentu, kabelu a stříže. Dacron je také známý jako kopolyester ze směsi s kyselinou izoftalovou (kontrolované srážení, lepší probarvení, snížená žmolkovitost).

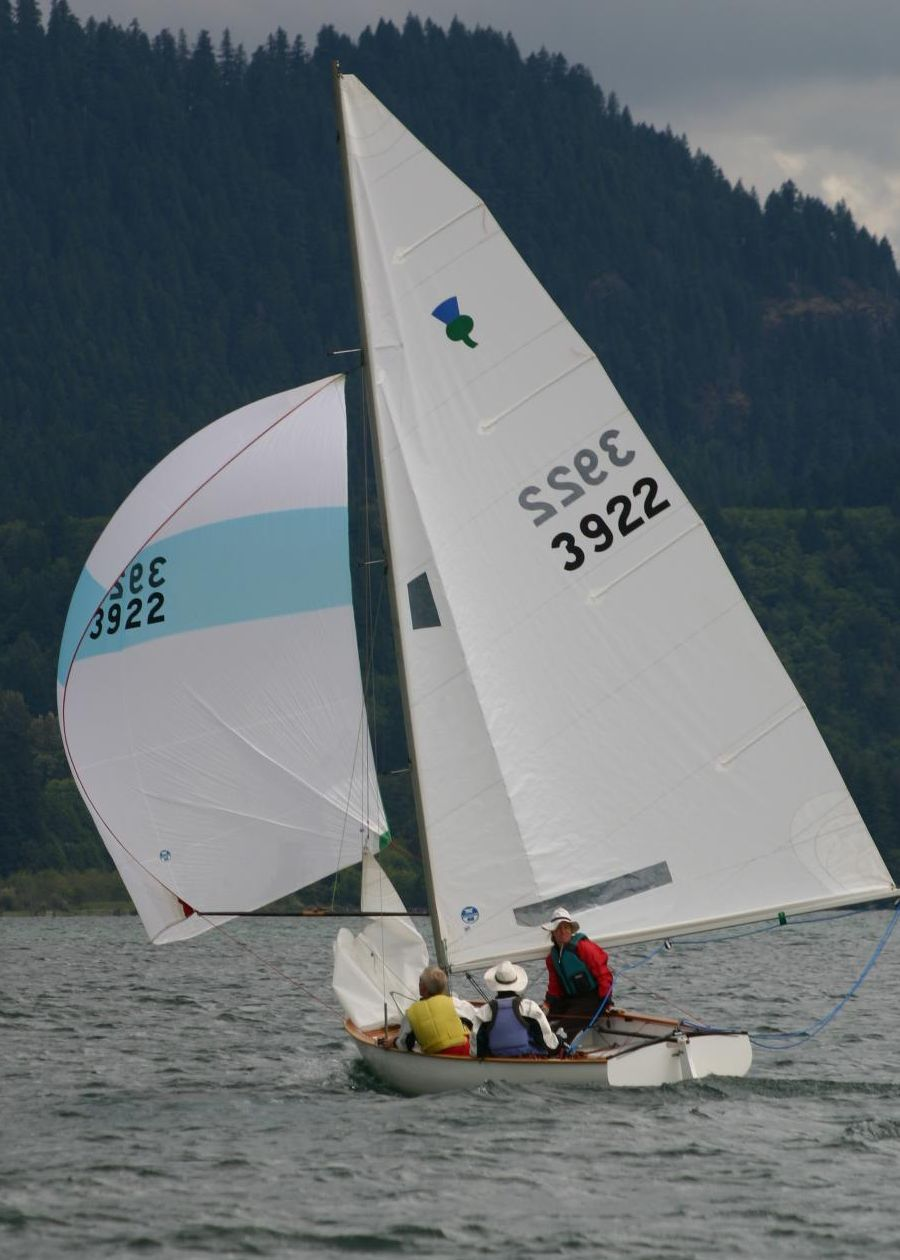
Plachty z Dacronu

## Použití
- Výplň polštářů a peřin (kuličky z dakronových vláken jako náhrada peří) [2]
- Tětivy do luků – svazky splétané z 6 až 20 dakronových filamentů [3]
- Plachty na sportovní plachetnice – laminované dakronové tkaniny[4]
- Umělé cévy – pletené, příp. tkané trubičky z dakronové příze[5]
- Oděvní textilie z dakronu – DuPont dodával v 50. a 60. letech minulého století dakronová vlákna převážně k výrobě příze na oděvní tkaniny a pleteniny. V 21. století jsou obleky nebo svetry z dakronu známé už jen z archivních materiálů.[6]

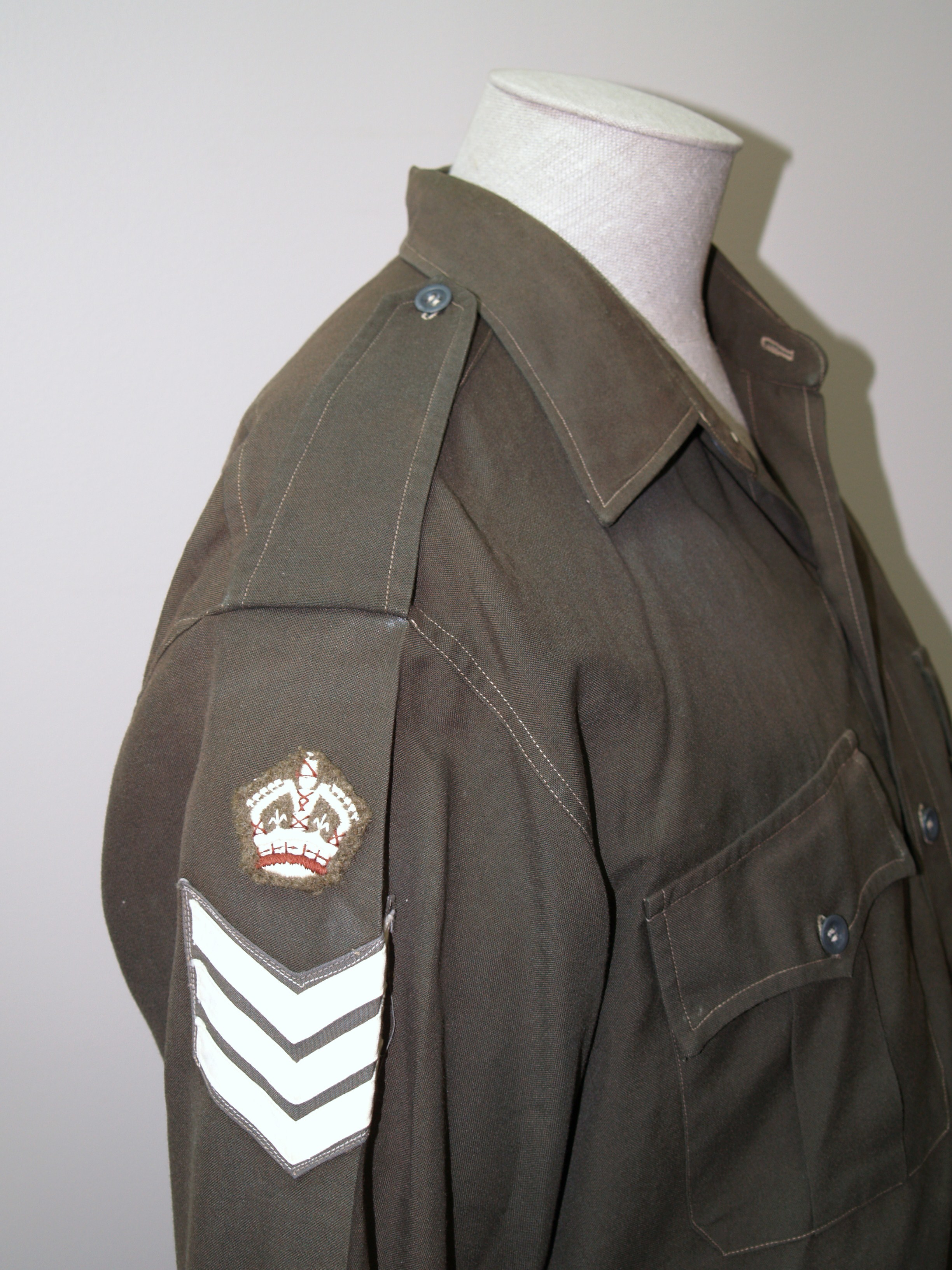
Dacron ze začátku 70. let 20. století (uniforma novozélandské armády)